# TT Pro League 2014/15
Die TT Pro League 2014/15 war die 16. Spielzeit der höchsten nationalen Fußballwettbewerbs Trinidad und Tobagos für Männer. Die Saison begann am 26. September 2014 und endete am 5. Mai 2015. Es nahmen insgesamt neun Mannschaften am Spielbetrieb teil.
Titelverteidiger war W Connection, die in diesem Jahr den zweiten Platz hinter dem neuen Meister Central FC belegen konnten.

## Modus
Die Teams traten jeweils dreimal gegeneinander an. Wegen der ungeraden Anzahl an Teams hatte jede Mannschaft dreimal spielfrei, sodass es insgesamt zu 27 Spieltagen kam.
Die beiden erstplatzierten Teams qualifizierten sich für die CFU Club Championship 2016.

## Abschlusstabelle
| Pl.                                | Verein                    | Sp. | S  | U | N  | Tore    | Diff. | Punkte |
| ---------------------------------- | ------------------------- | --- | -- | - | -- | ------- | ----- | ------ |
| 1.                                 | Central FC                | 24  | 17 | 4 | 3  | 063:190 | +44   | 55     |
| 2.                                 | W Connection (M)          | 24  | 15 | 4 | 5  | 047:200 | +27   | 49     |
| 3.                                 | Defence Force FC          | 24  | 12 | 3 | 9  | 046:310 | +15   | 39     |
| 4.                                 | North East Stars FC       | 24  | 9  | 7 | 8  | 025:250 | ±0    | 34     |
| 5.                                 | Point Fortin Civic Centre | 24  | 10 | 3 | 11 | 045:430 | +2    | 33     |
| 6.                                 | San Juan Jabloteh         | 24  | 8  | 7 | 9  | 033:410 | −8    | 31     |
| 7.                                 | Police FC                 | 24  | 8  | 6 | 10 | 035:460 | −11   | 30     |
| 8.                                 | Caledonia AIA             | 24  | 7  | 6 | 11 | 031:430 | −12   | 27     |
| 9.                                 | St. Ann’s Rangers         | 24  | 1  | 2 | 21 | 021:780 | −57   | 05     |
| Quelle: rsssf.org, Stand: Endstand |                           |     |    |   |    |         |       |        |

|     | Meister und Qualifikation zur CFU Club Championship 2016 |
|     | Qualifikation zur CFU Club Championship 2016             |
| (M) | amtierender Meister der Saison 2013/14                   |

## Torschützenliste
| Rang | Spieler           | Verein                | Tore |
| ---- | ----------------- | --------------------- | ---- |
| 1    | Devorn Jorsling   | Defence Force FC      | 21   |
| 2    | Ataulla Guerra    | Central FC            | 15   |
| 2    | Marcus Joseph     | Point Fortin Civic FC | 15   |
| 4    | Jerrel Britto     | W Connection          | 14   |
| 5    | Willis Plaza      | Central FC            | 10   |
| 6    | Marvin Oliver     | Central FC            | 9    |
| 6    | Kerry Baptiste    | San Juan Jabloteh     | 9    |
| 6    | Hashim Arcia      | W Connection          | 9    |
| 9    | Jamille Boatswain | Point Fortin Civic FC | 8    |
| 10   | Richard Roy       | Defence Force FC      | 7    |
| 10   | Keron Cummings    | North East Stars F.C. | 7    |
| 10   | Todd Ryan         | Police FC             | 7    |
| 10   | Makesi Lewis      | Police FC             | 7    |

Quelle: TTProLeague.com